# David Faustino
David Anthony Faustino (Los Angeles, Califórnia, 3 de março de 1974) é um ator norte-americano, mais conhecido por seu papel de Bud Bundy na série, Married... with Children.

## Biografia
David nasceu na Califórnia, filho de Kay uma dona de casa, e Roger Faustino. O seu irmão mais novo, Michael Faustino, também é ator, assim como seu irmão mais velho Randy Faustino, a sua única irmã, Nichole Faustino, não seguiu os passos dos irmãos.
Após conhecer em um centro espiritual em Los Angeles e namorarem por cinco anos, David se casou com Andrea Elmer em 24 de janeiro de 2004, na Little White Wedding Chapel em Las Vegas, Nevada. Eles se separaram, em maio de 2006. Em 6 de fevereiro de 2007, David Faustino entrou com o pedido oficial de divórcio no Tribunal Superior de Justiça em Los Angeles, citando diferenças irreconciliáveis. Seu divórcio com Andrea foi finalizado em 28 de dezembro de 2007.

### Carreira
Faustino aos tres meses de vida apareceu na TV interpretando a filha de Lily Tomlin em um especial de TV.
O sucesso veio com a série Married... with Children a partir de sua estréia, em 5 de abril de 1987, até o seu episódio final transmitido em 9 de junho de 1997.
Faustino começou a trabalhar mais em filmes para a televisão e em pequenas aparições em seriados de TV, como Arquivo X, "Jesse", "Nash Bridges". Ele ainda pode ser visto nos filmes "O Assalto", "Laços Mortais".
Além disso, David Faustino é o dublador do personagem Mako na versão original americana da série animada de tv The Legend of Korra, da Nickelodeon.